# Fredede bygninger i Frederiksberg Kommune
Denne liste over fredede bygninger i Frederiksberg Kommune viser alle fredede bygninger i Frederiksberg Kommune, bortset fra kirker. Listen bygger på data fra Kulturarvsstyrelsen.
| Sagsnavn                                           | Komplekstype           | Opførelsesår | Adresse                                         | Koordinater                                   | Fredningsår (1. fredning) | ID (Link til Kulturarv.dk) | Billede     |
| -------------------------------------------------- | ---------------------- | ------------ | ----------------------------------------------- | --------------------------------------------- | ------------------------- | -------------------------- | ----------- |
| 4. Maj Kollegiet                                   | Kollegium              | 1950         | Frederiksberg Bredegade 13B, 2000 Frederiksberg | 55°40′41″N 12°31′43″Ø / 55.67812°N 12.52866°Ø |                           | 147-40539-2                | Upload foto |
| Allégade 4                                         | Etageboliger/værtshus  | 1850         | Allegade 4, 2000 Frederiksberg                  | 55°40′31″N 12°31′58″Ø / 55.67526°N 12.53289°Ø |                           | 147-4931-1                 | Upload foto |
| Allégade 8 A                                       | Diskotek/beboelse      | 1867         | Allegade 8A, 2000 Frederiksberg                 | 55°40′33″N 12°31′59″Ø / 55.67572°N 12.53309°Ø |                           | 147-4974-1                 | Upload foto |
| Allégade 8 D-E                                     | Boliger                | 1867         | Allegade 8D, 2000 Frederiksberg                 | 55°40′33″N 12°31′59″Ø / 55.67587°N 12.53316°Ø |                           | 147-4982-1                 | Upload foto |
| Allégade 10                                        | Restaurant/beboelse    | 1858         | Allegade 10, 2000 Frederiksberg                 | 55°40′34″N 12°32′00″Ø / 55.67599°N 12.53321°Ø |                           | 147-4990-1                 | Upload foto |
| Bakkehuset                                         |                        | 1764         | Rahbeks Alle 23, 1801 Frederiksberg C           | 55°40′06″N 12°31′56″Ø / 55.66846°N 12.53209°Ø |                           | 147-96895-1                | Upload foto |
| Brøndsalen                                         |                        | 1878         | Pile Alle 4, 2000 Frederiksberg                 | 55°40′27″N 12°31′55″Ø / 55.67414°N 12.53191°Ø |                           | 147-40636-1                | Upload foto |
| Den Kongelige Porcelænsfabriks tidl. direktørbolig | Villa                  | 1906         | Porcelænshaven 7, 2000 Frederiksberg            | 55°40′39″N 12°31′26″Ø / 55.67761°N 12.52398°Ø |                           | 147-116330-1               | Upload foto |
| Den Kongelige Veterinær- og Landbohøjskole         | Undervisning           | 1858         | Bülowsvej 17, 1870 Frederiksberg C              | 55°40′47″N 12°32′32″Ø / 55.67963°N 12.54211°Ø |                           | 147-16042-1                | Upload foto |
| Den Kongelige Veterinær- og Landbohøjskole         | Undervisning           | 1858         | Grønnegårdsvej 8, 1870 Frederiksberg C          | 55°40′46″N 12°32′25″Ø / 55.67934°N 12.54037°Ø |                           | 147-16042-3                | Upload foto |
| Den Kongelige Veterinær- og Landbohøjskole         |                        | 1858         | Grønnegårdsvej 10, 1870 Frederiksberg C         | 55°40′49″N 12°32′27″Ø / 55.68032°N 12.54084°Ø |                           | 147-16042-2                | Upload foto |
| Det grønne Funkishus                               | Etagebolig             | 1932         | Guldborgvej 25, 2000 Frederiksberg              | 55°41′11″N 12°31′38″Ø / 55.68646°N 12.52719°Ø |                           | 147-53088-1                | Upload foto |
| Det grønne Funkishus                               | Etagebolig             | 1932         | Nordre Fasanvej 78, 2000 Frederiksberg          | 55°41′11″N 12°31′36″Ø / 55.68643°N 12.52676°Ø |                           | 147-85869-1                | Upload foto |
| Det Norske Hus                                     |                        | 1787         | Roskildevej 25, 2000 Frederiksberg              | 55°40′13″N 12°31′37″Ø / 55.67039°N 12.52683°Ø |                           | 147-127863-1               | Upload foto |
| Dronning Olgas Vej 17                              | Villa                  | 1887         | Dronning Olgas Vej 17, 2000 Frederiksberg       | 55°41′17″N 12°32′16″Ø / 55.68797°N 12.53765°Ø |                           | 147-23413-1                | Upload foto |
| Dronning Olgas Vej 19                              | Villa                  | 1886         | Dronning Olgas Vej 19, 2000 Frederiksberg       | 55°41′17″N 12°32′15″Ø / 55.68803°N 12.53745°Ø |                           | 147-23448-1                | Upload foto |
| Frederiksberg Allé 104                             | Dagcenter f. ældre     | 1871         | Frederiksberg Alle 104, 1820 Frederiksberg C    | 55°40′30″N 12°31′58″Ø / 55.67494°N 12.53290°Ø |                           | 147-40431-1                | Upload foto |
| Frederiksberg Domhus                               | Domhus                 |              | Howitzvej 30, 2000 Frederiksberg                | 55°40′47″N 12°31′45″Ø / 55.67985°N 12.52927°Ø |                           | 147-61544-1                | Upload foto |
| Frederiksberg Domhus                               |                        | 1919         | Howitzvej 32, 2000 Frederiksberg                | 55°40′49″N 12°31′44″Ø / 55.68032°N 12.52877°Ø |                           | 147-61560-1                | Upload foto |
| Frederiksberg Have                                 | Restaurant             | 1663         | Frederiksberg Runddel 1A, 2000 Frederiksberg    | 55°40′30″N 12°31′51″Ø / 55.67508°N 12.53086°Ø |                           | 147-40628-1                | Upload foto |
| Frederiksberg Have                                 |                        | 1744         | Frederiksberg Runddel 3A, 2000 Frederiksberg    | 55°40′30″N 12°31′53″Ø / 55.67504°N 12.53145°Ø |                           | 147-40628-2                | Upload foto |
| Frederiksberg Have                                 | Boliger                | 1724         | Søndre Fasanvej 73, 2000 Frederiksberg          | 55°40′30″N 12°31′17″Ø / 55.67507°N 12.52127°Ø |                           | 147-118929-1               | Upload foto |
| Frederiksberg Have                                 |                        | 1724         | Søndre Fasanvej 73, 2000 Frederiksberg          | 55°40′30″N 12°31′17″Ø / 55.67507°N 12.52127°Ø |                           | 147-118929-2               | Upload foto |
| Frederiksberg Have                                 | Villa                  | 1800         | Søndre Fasanvej 75, 2000 Frederiksberg          | 55°40′27″N 12°31′12″Ø / 55.67429°N 12.52008°Ø |                           | 147-221282-1               | Upload foto |
| Frederiksberg Have                                 | Apistempel             |              | Frederiksberg Runddel 1, 2000 Frederiksberg     | 55°40′29″N 12°31′52″Ø / 55.67467°N 12.53124°Ø |                           | 147--1--2                  | Upload foto |
| Frederiksberg Have - Det Kinesiske Tehus           |                        |              | Frederiksberg Runddel 1, 2000 Frederiksberg     | 55°40′29″N 12°31′52″Ø / 55.67467°N 12.53124°Ø |                           | 147--1--1                  | Upload foto |
| Frederiksberg Præstegård                           |                        | 1825         | Pile Alle 1A, 2000 Frederiksberg                | 55°40′27″N 12°31′56″Ø / 55.67403°N 12.53228°Ø |                           | 147-94280-1                | Upload foto |
| Frederiksberg Slot og Lakajgården                  |                        |              | Roskildevej 26A, 2000 Frederiksberg             | 55°40′16″N 12°31′40″Ø / 55.67123°N 12.52776°Ø |                           | 147-104952-2               | Upload foto |
| Frederiksberg Slot og Lakajgården                  | Laboratoriebygning     |              | Roskildevej 26, 2000 Frederiksberg              | 55°40′17″N 12°31′35″Ø / 55.67138°N 12.52642°Ø |                           | 147-104952-4               | Upload foto |
| Frederiksberg Slot og Lakajgården                  |                        |              | Roskildevej 26, 2000 Frederiksberg              | 55°40′17″N 12°31′35″Ø / 55.67138°N 12.52642°Ø |                           | 147-104952-6               | Upload foto |
| Frederiksberg Slot og Lakajgården                  | Slot                   |              | Roskildevej 28B, 2000 Frederiksberg             | 55°40′20″N 12°31′30″Ø / 55.67210°N 12.52498°Ø |                           | 147-104952-1               | Upload foto |
| Frederiksberg Station                              |                        | 1864         | Solbjergvej 6, 2000 Frederiksberg               | 55°40′52″N 12°31′55″Ø / 55.68107°N 12.53189°Ø |                           | 147-254318-1               | Upload foto |
| Frederiksberg Station                              |                        | 1879         | Solbjergvej 8, 2000 Frederiksberg               | 55°40′52″N 12°31′53″Ø / 55.68107°N 12.53149°Ø |                           | 147-254318-2               | Upload foto |
| Frederiksberg Station                              |                        | 1879         | Solbjergvej 10, 2000 Frederiksberg              | 55°40′52″N 12°31′52″Ø / 55.68106°N 12.53123°Ø |                           | 147-254318-3               | Upload foto |
| Gymnastikhuset                                     | Skole                  | 1898         | Vodroffsvej 51, 1900 Frederiksberg C            | 55°40′48″N 12°33′17″Ø / 55.67998°N 12.55482°Ø |                           | 147-130066-1               | Upload foto |
| H.C. Ørsteds Vej 54                                | Etagebolig m. posthus  | 1938         | H.C. Ørsteds Vej 54A, 1879 Frederiksberg C      | 55°40′59″N 12°33′02″Ø / 55.68300°N 12.55065°Ø |                           | 147-133154-1               | Upload foto |
| Hansens gamle Familiehave                          |                        | 1827         | Pile Alle 10, 2000 Frederiksberg                | 55°40′22″N 12°31′53″Ø / 55.67265°N 12.53148°Ø |                           | 147-94396-1                | Upload foto |
| Hassagers Kollegium                                |                        | 1806         | Frederiksberg Bredegade 13A, 2000 Frederiksberg | 55°40′41″N 12°31′46″Ø / 55.67808°N 12.52957°Ø |                           | 147-40539-1                | Upload foto |
| KB-Hallen                                          | Sportshal              | 1938         | Peter Bangs Vej 147, 2000 Frederiksberg         | 55°40′40″N 12°29′42″Ø / 55.67764°N 12.49489°Ø |                           | 147-93616-1                | Upload foto |
| Københavns Sygehjem                                |                        | 1878         | Rolighedsvej 23, 1958 Frederiksberg C           | 55°41′05″N 12°32′36″Ø / 55.68462°N 12.54324°Ø |                           | 147-16042-52               | Upload foto |
| Lorry                                              |                        | 1860         | Allegade 5, 2000 Frederiksberg                  | 55°40′32″N 12°31′54″Ø / 55.67542°N 12.53170°Ø |                           | 147-218451-1               | Upload foto |
| Lorry                                              | Studier TV2            | 1888         | Allegade 7, 2000 Frederiksberg                  | 55°40′33″N 12°31′54″Ø / 55.67573°N 12.53169°Ø |                           | 147-4958-7                 | Upload foto |
| Lorry                                              | Teater/kro             | 1880         | Allegade 9, 2000 Frederiksberg                  | 55°40′33″N 12°31′54″Ø / 55.67593°N 12.53176°Ø |                           | 147-4958-8                 | Upload foto |
| Lorry                                              | Dag og natcafe         | 1881         | Allegade 11, 2000 Frederiksberg                 | 55°40′34″N 12°31′54″Ø / 55.67608°N 12.53180°Ø |                           | 147-4958-9                 | Upload foto |
| Ludvigs Minde                                      | Etageboliger           | 1790         | Allegade 22A, 2000 Frederiksberg                | 55°40′37″N 12°32′01″Ø / 55.67703°N 12.53374°Ø |                           | 147-5075-1                 | Upload foto |
| Ludvigs Minde                                      | Længe                  | 1790         | Allegade 22C, 2000 Frederiksberg                | 55°40′37″N 12°32′02″Ø / 55.67698°N 12.53400°Ø |                           | 147-5075-2                 | Upload foto |
| Ludvigs Minde                                      | Længe/stald            | 1790         | Allegade 22D, 2000 Frederiksberg                | 55°40′38″N 12°32′02″Ø / 55.67723°N 12.53395°Ø |                           | 147-5075-3                 | Upload foto |
| Ludvigs Minde                                      | Længe                  | 1790         | Allegade 22G, 2000 Frederiksberg                | 55°40′39″N 12°32′03″Ø / 55.67743°N 12.53425°Ø |                           | 147-5075-4                 | Upload foto |
| M.G. Petersens Familiehave og Krøgers Have         |                        | 1800         | Pile Alle 18, 2000 Frederiksberg                | 55°40′17″N 12°31′52″Ø / 55.67126°N 12.53107°Ø |                           | 147-94493-1                | Upload foto |
| Materialgården                                     | Gartnerbolig           | 1744         | Frederiksberg Runddel 3D, 2000 Frederiksberg    | 55°40′31″N 12°31′53″Ø / 55.67523°N 12.53129°Ø |                           | 147-258036-1               | Upload foto |
| Materialgården                                     | Længe til gartnerbolig | 1750         | Frederiksberg Runddel 3D, 2000 Frederiksberg    | 55°40′31″N 12°31′53″Ø / 55.67523°N 12.53129°Ø |                           | 147-258036-2               | Upload foto |
| Møllmanns Landsted                                 | Etageboliger           | 1850         | Allegade 6A, 2000 Frederiksberg                 | 55°40′32″N 12°31′59″Ø / 55.67542°N 12.53296°Ø |                           | 147-4966-1                 | Upload foto |
| Møllmanns Landsted                                 | Villa                  | 1753         | Allegade 6D, 2000 Frederiksberg                 | 55°40′32″N 12°32′00″Ø / 55.67547°N 12.53341°Ø |                           | 147-4966-2                 | Upload foto |
| Møstings Hus                                       | Villa                  | 1801         | Andebakkesti 5, 2000 Frederiksberg              | 55°40′42″N 12°31′40″Ø / 55.67840°N 12.52770°Ø |                           | 147-40555-1                | Upload foto |
| Målerhuset                                         | Kontor                 | 1895         | Dirch Passers Allé 802, 2000 Frederiksberg      |                                               |                           | 147-258676-1               | Upload foto |
| P. Andersens Vandtårn                              | Vandtårn               | 1888         | P. Andersens Vej 17, 2000 Frederiksberg         | 55°40′54″N 12°31′28″Ø / 55.68175°N 12.52444°Ø |                           | 147-253443-2               | Upload foto |
| Pile Allé 2                                        | Museum                 | 1863         | Pile Alle 2, 2000 Frederiksberg                 | 55°40′28″N 12°31′55″Ø / 55.67447°N 12.53206°Ø |                           | 147-94299-1                | Upload foto |
| Pile Allé 6-8                                      |                        | 1827         | Pile Alle 6, 2000 Frederiksberg                 | 55°40′23″N 12°31′53″Ø / 55.67298°N 12.53142°Ø |                           | 147-94353-1                | Upload foto |
| Radiohuset                                         |                        | 1938         | Julius Thomsens Gade 3, 1974 Frederiksberg C    | 55°40′56″N 12°33′14″Ø / 55.68222°N 12.55399°Ø |                           | 147-65248-3                | Upload foto |
| Radiohuset                                         |                        | 1945         | Julius Thomsens Gade 3, 1974 Frederiksberg C    | 55°40′56″N 12°33′14″Ø / 55.68222°N 12.55399°Ø |                           | 147-65248-6                | Upload foto |
| Radiohuset                                         |                        | 1938         | Rosenørns Alle 22A, 1970 Frederiksberg C        | 55°40′56″N 12°33′09″Ø / 55.68224°N 12.55246°Ø |                           | 147-65248-2                | Upload foto |
| Radiohuset                                         | Radiohuset             | 1938         | Rosenørns Alle 22B, 1970 Frederiksberg C        | 55°40′56″N 12°33′08″Ø / 55.68227°N 12.55231°Ø |                           | 147-65248-5                | Upload foto |
| Radiohuset                                         |                        | 1958         | Rosenørns Alle 22C, 1970 Frederiksberg C        | 55°40′56″N 12°33′08″Ø / 55.68230°N 12.55216°Ø |                           | 147-65248-10               | Upload foto |
| Radiohuset                                         |                        | 1938         | Rosenørns Alle 22, 1970 Frederiksberg C         | 55°40′56″N 12°33′09″Ø / 55.68221°N 12.55257°Ø |                           | 147-65248-1                | Upload foto |
| Radiohuset                                         |                        | 1958         | Worsaaesvej 19, 1972 Frederiksberg C            | 55°40′58″N 12°33′08″Ø / 55.68281°N 12.55227°Ø |                           | 147-65248-4                | Upload foto |
| Rahbeks Allé 21 (Frederiksberg Åndssvageanstalt)   |                        | 1862         | Rahbeks Allé 21, 1801 Frederiksberg C           | 55°40′07″N 12°31′59″Ø / 55.66859°N 12.53293°Ø |                           | 147-257971-1               | Upload foto |
| Rolighed, Mariendal (tidl.)                        | Villa/hovedhus         | 1770         | Rolighedsvej 21, 1958 Frederiksberg C           | 55°41′06″N 12°32′31″Ø / 55.68510°N 12.54202°Ø |                           | 147-16042-53               | Upload foto |
| Rolighed, Mariendal (tidl.)                        | Landbohøjskolen        | 1770         | Rolighedsvej 21, 1958 Frederiksberg C           | 55°41′06″N 12°32′31″Ø / 55.68510°N 12.54202°Ø |                           | 147-16042-54               | Upload foto |
| Rolighed, Mariendal (tidl.)                        | 2 Drivhuse             | 1900         | Rolighedsvej 21, 1958 Frederiksberg C           | 55°41′06″N 12°32′31″Ø / 55.68510°N 12.54202°Ø |                           | 147-16042-55               | Upload foto |
| Rolighed, Mariendal (tidl.)                        |                        | 1770         | Rolighedsvej 21, 1958 Frederiksberg C           | 55°41′06″N 12°32′31″Ø / 55.68510°N 12.54202°Ø |                           | 147-16042-56               | Upload foto |
| Rolighed, Mariendal (tidl.)                        |                        | 1900         | Rolighedsvej 21, 1958 Frederiksberg C           | 55°41′06″N 12°32′31″Ø / 55.68510°N 12.54202°Ø |                           | 147-16042-59               | Upload foto |
| Rolighed, Mariendal (tidl.)                        |                        | 1770         | Rolighedsvej 21, 1958 Frederiksberg C           | 55°41′06″N 12°32′31″Ø / 55.68510°N 12.54202°Ø |                           | 147-16042-60               | Upload foto |
| Rolighed, Mariendal (tidl.)                        |                        | 1900         | Rolighedsvej 21, 1958 Frederiksberg C           | 55°41′06″N 12°32′31″Ø / 55.68510°N 12.54202°Ø |                           | 147-16042-61               | Upload foto |
| Schønbergsgade 15                                  | Etageboliger           | 1857         | Schønbergsgade 15, 1906 Frederiksberg C         | 55°40′33″N 12°33′06″Ø / 55.67570°N 12.55173°Ø |                           | 147-112637-1               | Upload foto |
| Skolen på Duevej                                   | Skole                  | 1906         | Duevej 63, 2000 Frederiksberg                   | 55°41′28″N 12°31′43″Ø / 55.69113°N 12.52858°Ø |                           | 147-26552-1                | Upload foto |
| Skolen på Duevej                                   | Skolekontor ?          | 1906         | Duevej 63, 2000 Frederiksberg                   | 55°41′28″N 12°31′43″Ø / 55.69113°N 12.52858°Ø |                           | 147-26552-2                | Upload foto |
| Skolen på Duevej                                   | Kontor/gymnastiksal    | 1906         | Duevej 63, 2000 Frederiksberg                   | 55°41′28″N 12°31′43″Ø / 55.69113°N 12.52858°Ø |                           | 147-26552-3                | Upload foto |
| Skolen på Duevej                                   | Børnehaveklasse        | 1906         | Duevej 63, 2000 Frederiksberg                   | 55°41′28″N 12°31′43″Ø / 55.69113°N 12.52858°Ø |                           | 147-26552-5                | Upload foto |
| Store Godthåb                                      | Dobbelthus             | 1792         | Godthåbsvej 79A, 2000 Frederiksberg             | 55°41′16″N 12°31′33″Ø / 55.68790°N 12.52592°Ø |                           | 147-49021-2                | Upload foto |
| Store Godthåb                                      | Gammel lade            | 1858         | Godthåbsvej 79A, 2000 Frederiksberg             | 55°41′16″N 12°31′33″Ø / 55.68790°N 12.52592°Ø |                           | 147-49021-3                | Upload foto |
| Store Godthåb                                      | Etageboliger           | 1770         | Godthåbsvej 79B, 2000 Frederiksberg             | 55°41′17″N 12°31′33″Ø / 55.68814°N 12.52577°Ø |                           | 147-49021-1                | Upload foto |
| Vodroffsvej 2 A-B                                  | Boliger og butikker    | 1929         | Vodroffsvej 2A, 1900 Frederiksberg C            | 55°40′27″N 12°33′19″Ø / 55.67427°N 12.55520°Ø |                           | 147-129610-1               | Upload foto |
| Vodroffsvej 8                                      | Privatskole            | 1865         | Vodroffsvej 8, 1900 Frederiksberg C             | 55°40′32″N 12°33′17″Ø / 55.67569°N 12.55477°Ø |                           | 147-129661-1               | Upload foto |
| Vodroffsvej 10                                     | Villa/erhverv          | 1865         | Vodroffsvej 10, 1900 Frederiksberg C            | 55°40′33″N 12°33′17″Ø / 55.67593°N 12.55472°Ø |                           | 147-129696-1               | Upload foto |
| Vodroffsvej 10                                     | Atelier                | 1882         | Vodroffsvej 10, 1900 Frederiksberg C            | 55°40′33″N 12°33′17″Ø / 55.67593°N 12.55472°Ø |                           | 147-129696-2               | Upload foto |